# ASTM
A ASTM International (ASTM), originalmente conhecida como American Society for Testing and Materials, é um órgão estadunidense de normalização. A ASTM desenvolve e publica normas técnicas para uma ampla gama de materiais, produtos, sistemas e serviços. A sede da organização está em West Conshohocken, Pensilvânia, cerca de 5 milhas (8 km) a noroeste de Filadélfia.

## Visão geral
A ASTM, fundada em 1898, precede outras organizações, tais como BSI (1901), DIN (1917) e AFNOR (1926), porém, diferentemente destas, não é um organismo nacional de normalização, papel exercido pela ANSI nos EUA. No entanto, ASTM tem um papel dominante entre os padrões de desenvolvedores nos EUA, e afirma ser a maior incorporadora mundial de normas. Usando um processo de consenso, ASTM dá suporte a milhares de comitês técnicos voluntários, cujos membros de todo o mundo, coletivamente, desenvolvem e mantém mais de 12000 normas. Hoje em dia, a ASTM International tem escritórios na Bélgica, Canadá, China, Peru e Washington, D.C.
ASTM International publica o Livro Anual de Padrões ASTM cada ano em mídia impressa, CD e versões on-line. A versão online estava disponível por assinatura, com o custo baseado na utilização. Para 2008, o conjunto completo de livros ou CDs custa quase US$ 9000 e incluiu 81 volumes. Para 2010, o conjunto completo de livros ou CDs custa quase US$ 9700 e inclui 82 volumes.

## História
A ASTM foi fundada em 1898 nos Estados Unidos como American Society for Testing and Materials, por um grupo de cientistas e engenheiros, liderados por Charles Benjamin Dudley, para analisar as frequentes quebras dos trilhos de trem. Como resultado, o grupo desenvolveu uma norma para o aço utilizado nas ferrovias.
Diversas outras entidades normatizadoras foram formadas nos anos seguintes, como a BSI (Grã-Bretanha - 1901), DIN (Alemanha - 1917) e AFNOR (França - 1926). No entanto, a ASTM se difere destas entidades por não ser um órgão nacional de normatização, função desempenhada nos Estados Unidos pela ANSI. A ASTM afirma ser a maior entidade mundial no desenvolvimento de normas técnicas.
A ASTM mantém milhares de equipes técnicas e mais de 12 mil normas, sendo que o livro anual de normas ASTM contém mais de 80 volumes.

## Áreas de atuação
A ASTM produz normas para diversas áreas da indústria, sendo muito usadas na padronização de materiais, como ligas de aço, alumínio, polímeros e combustíveis. 
Além disso, produz normas que indicam procedimentos de análise, como, por exemplo, para a determinação do tamanho de grãos em ensaios metalográficos (ASTM E112) e para obtenção da quantidade de benzeno e tolueno na gasolina de aviação (ASTM Method 3606).